# Иванова, Маргарита Григорьевна
Маргари́та Григо́рьевна Ивано́ва (20 ноября 1945, Можгинский район, Удмуртская АССР — 12 мая 2020) — советский и российский археолог. Главный научный сотрудник Удмуртского института истории, языка и литературы УрО РАН. Доктор исторических наук, профессор.
Заслуженный деятель науки Удмуртской Республики (1994). Лауреат Национальной премии в области охраны археологического наследия России «Достояние поколений», лауреат Государственной премии Удмуртской Республики (2007).
Большую часть своей жизни изучала городище Иднакар. Под её руководством с 1974 по 2010 год велись планомерные комплексные исследования памятника силами археологической экспедиции Удмуртского института истории, языка и литературы УрО РАН. На выставке «Иднакар М. Г. Ивановой» был показан процесс этого исследования.
Благодаря исследованиям М. Г. Ивановой, популяризации ею археологического наследия, городище Иднакар и чепецкие древности в целом «стали в массовом сознании жителей Удмуртии символом древней и средневековой истории региона, способствуя формированию этнической и региональной идентичности».

## Биография
Родилась 20 ноября 1945 года в деревне Верхние Кватчи Можгинского района Удмуртской АССР.
В 1963 году окончила Можгинское педагогическое училище, в 1969 году — исторический факультет Удмуртского государственного педагогического института (ныне Удмуртский государственный университет). В 1973 году окончила аспирантуру Института археологии АН СССР под руководством археолога Алексея Петровича Смирнова.
В 1975 году защитила кандидатскую диссертацию по теме «Хозяйство северных удмуртов во второй половине XI — начале XIII вв.», в 1996 году — докторскую «Удмурты в эпоху средневековья (по материалам бассейна р. Чепцы конца I — начала II тысячелетия н. э.)».
С 1973 года работала в Институте истории, языка и литературы при Совете Министров Удмуртской АССР (в 1988 году преобразован в Удмуртский институт истории, языка и литературы УрО РАН) сперва старшим научным сотрудником отдела археологии и этнографии, а затем с 1980 года заведующим отделом археологии, с 1996 по 2017 год — учёный секретарь, заместитель директора по научной работе Удмуртского института истории, языка и литературы.
В период с 1994 по 2006 год руководила аспирантурой Удмуртского ИИЯЛ УрО РАН по специальности «Археология».
Скончалась 12 мая 2020 года.

## Научная деятельность

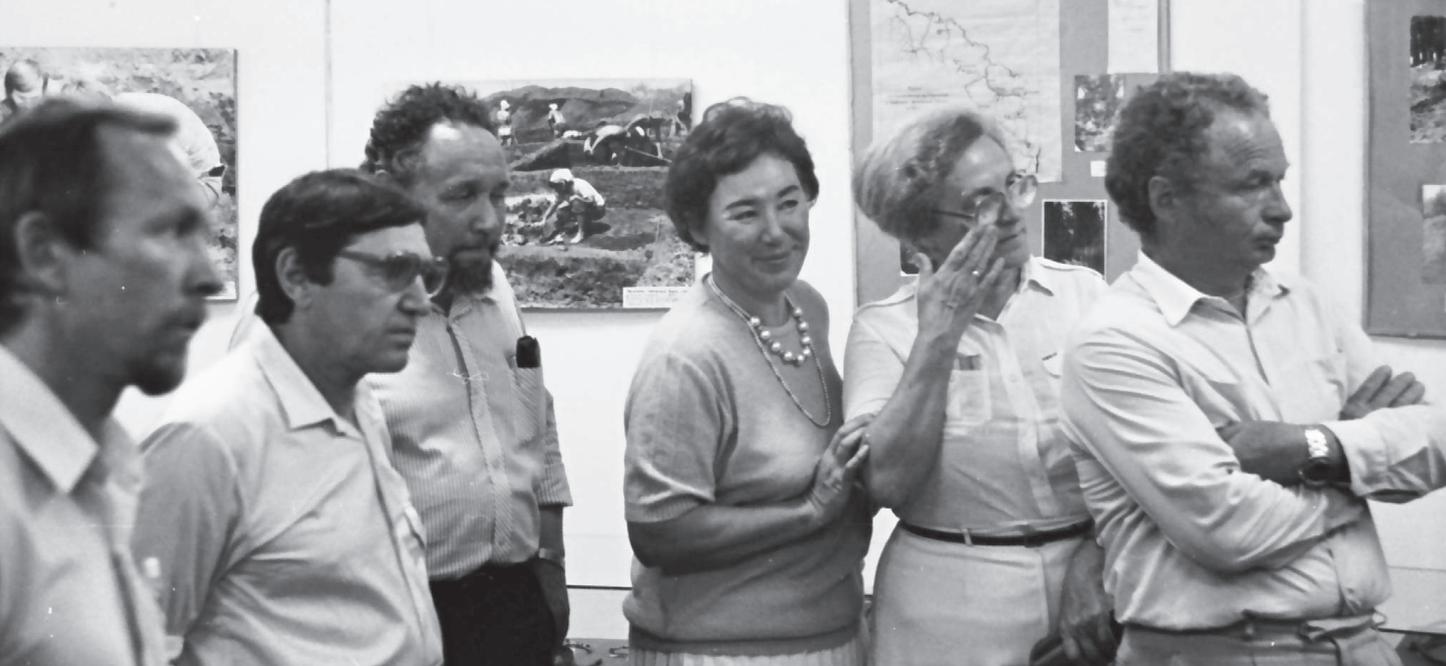
М. Г. Иванова (в центре) с коллегами. 1987 год

Маргарита Григорьевна Иванова известна своими исследованиями в области средневековой истории и культуры финно-угорских народов России. Основное внимание было направлено на изучение проблем социально-экономической истории и развития укреплённых поселений. Особенно важными считаются её труды, посвящённые средневековому городищу Иднакар IX—XIII века. Обширные материалы этого городища, которые были получены в результате 35-летних систематических исследований, и привлечение к изучению отдельных категорий источников специалистов научных российских центров позволили ей раскрыть особенности развития укреплённых поселений Прикамья на широком фоне градообразовательных процессов лесной зоны Восточной Европы.
В последние годы Иднакар стал своеобразным полигоном, где отрабатывались методика и технология археологических исследований. В качестве информационного потенциала для разработки компьютерной модели культурного слоя и памятника были созданы базы данных находок и почвенных слоёв. Многолетние исследования и богатейшие коллекции позволили открыть на базе Иднакара первый музей-заповедник средневековой культуры финно-угорских народов России.
В многочисленных публикациях, включая монографию «Иднакар: Древнеудмуртское городище IX—XIII вв.» (1998) М. Г. Иванова рассматривала военно-оборонительный, агропромышленный, торгово-культурный, общественно-административный аспекты городища как центра этносоциальной общности. Исследования, начавшиеся традиционными методами на Иднакаре, постепенно приобрели междисциплинарный характер. Маргарите Григорьевне удалось привлечь внимание коллег из научных центров России к важности такого подхода. Специальное изучение номенклатуры изделий кузнечного ремесла более 20 лет проводились В. И. Завьяловым (Москва), палеоботанические материалы исследовались В. В. Туганаевым, Т. П. Ефимовой, А. В. Туганаевым (Ижевск), археозоологические — А. Г. Петренко и О. Г. Богаткиной (Казань), булгарская керамика Н. А. Кокориной (Москва), изделия резной кости — О. В. Арматынской (Ижевск).

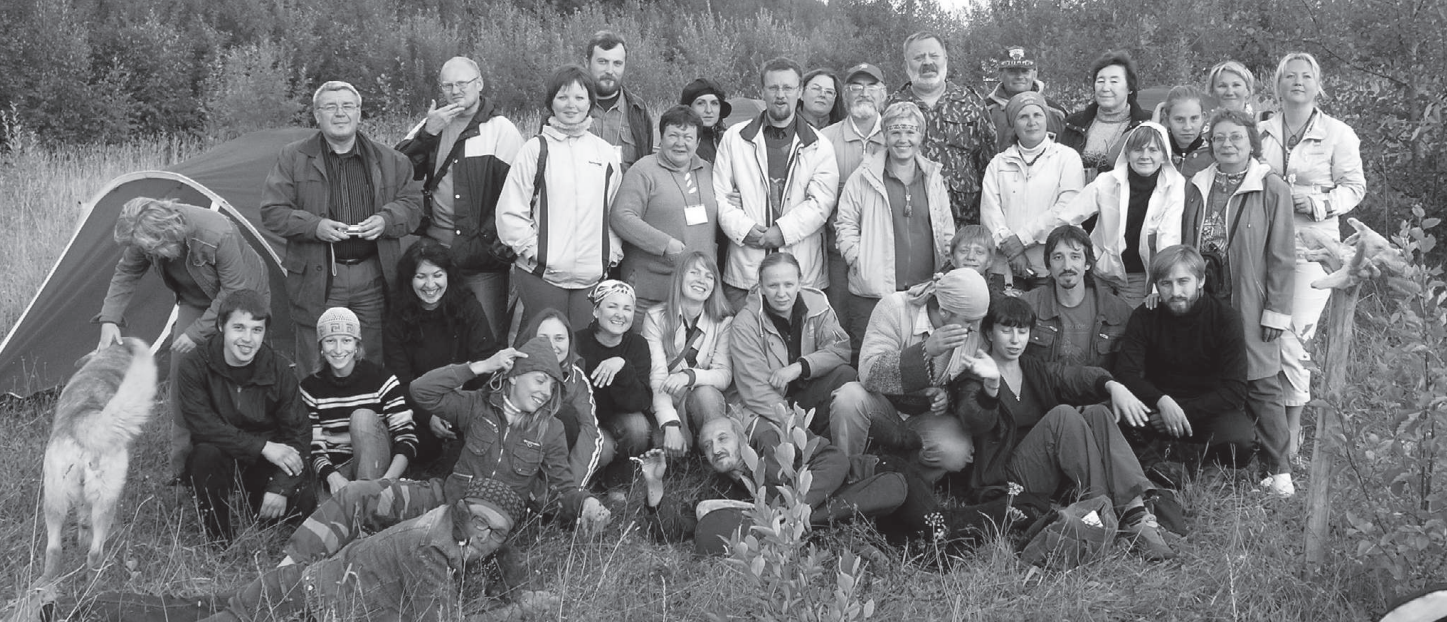
На Анюшкаре. 2008 год

Осмысление результатов собственных изысканий в области средневековой истории археологии на фоне широкой картины процессов формирования финно-угорских народов М. Г. Иванова осуществила в коллективной монографии «Финно-угры Поволжья и Приуралья в средние века» (1999), объединив усилия учёных, работающих в этой области. Среди авторов монографии есть и другие ученики А. П. Смирнова: доктор исторических наук, профессор Э. А. Савельева, доктор исторических наук, профессор Т. Б. Никитина. Вместе с другими коллегами (А. Е. Леонтьевым, В. А. Обориным, Е. А. Рябининым, В. В. Гришаковым, Ю. А. Зеленеевым, В. И. Вихляевым и И. М. Петербургским) была дана характеристика источников с их этнокультурными особенностями, рассмотрены расселение и развитие социально-экономических отношений, охарактеризованы обряды и верования мери, мещеры, муромы, мордвы, удмуртов, мари, перми-вычегодской. Монография продемонстрировала успехи археологов в изучении археологического финно-угроведения, обозначив проблемные области и перспективы.
С середины 1990-х годов, практически одновременно с активным внедрением компьютерных технологий в обработку археологической информации в России, М. Г. Иванова стала использовать в своих исследованиях новые методы исследования. Необходимость их применения вытекала как из логики развития археологии, так и из-за сложности традиционной обработки значительного объёма материалов.
Важным технологическим моментом было документирование результатов раскопок на основе компьютерной картографии (ГИС MapInfo), что позволило создать цифровые карты планиграфических и стратиграфических разрезов культурного слоя. Использование технологии компьютерной картографии открыло возможность решения многих задач: хранения информации, создания виртуального образа памятника, что особенно важно в связи с разрушением культурного слоя при раскопках.
М. Г. Иванова опубликовала около 300 научных работ, в том числе 16 исследовательских монографий, научно-популярных книг, внеся значительный вклад в финно-угроведение. Учебные и учебно-методические пособия, учебник для 6-х классов общеобразовательных учреждений «История Удмуртии» (2006; 2012) широко были востребованы в образовательном процессе.

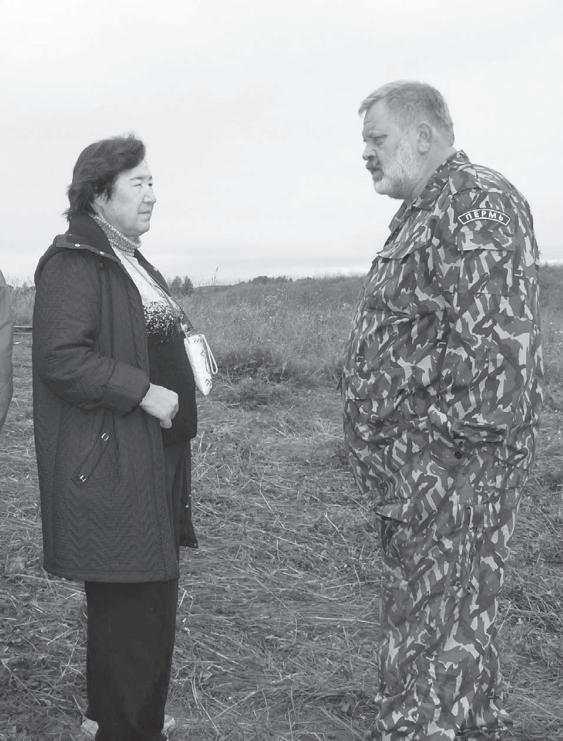
М. Г. Иванова и А. М. Белавин. Анюшкар. 2008 год

Ежегодно принимала участие в работе многих всесоюзных, региональных конференций. Выступала с докладами на международных конгрессах в Сыктывкаре (1985), Дебрецене (1990), Оулу (1993), Йювяскюля (1995). В 1989 году М. Г. Иванова выступила с инициативой организации симпозиумов, посвящённых обсуждению проблем средневековой археологии Поволжья и Приуралья.
Её научно-популярные книги на удмуртском и русском языках, выступления в СМИ, коллекционные экспонаты знакомят с самобытной культурой Удмуртии и служат сохранению этнического самосознания и исторической памяти народа. Маргарита Григорьевна Иванова придавала большое значение редактированию и рецензированию научных трудов, выступала в качестве соискателя[что?] при защите докторских и кандидатских диссертаций. 
Имела большой педагогический стаж (Глазовский педагогический институт, Удмуртский государственный университет). Являлась членом редакторской коллегии журнала «Finno-ugrіса», специализированного совета по защите докторских диссертаций при Удмуртском университете, членом Комиссии по государственным премиям Удмуртской Республики, членом художественно-экспертного совета Национального центра декоративно-прикладного искусства и ремёсел Министерства культуры Удмуртской Республики.
Занималась возрождением народных художественных промыслов и ремёсел. Была автором научной концепции развития декоративно-прикладного искусства и ремёсел в Удмуртии. Принимала участие в таких коллективных проектах как «Археологическая карта северных районов Удмуртии» (2004), «Удмуртская Республика: историко-этнографические очерки» (2012), научная редакция первого тома трёхтомного издания «История Удмуртии с древнейших времён до ХV в.» (2007). Значима её роль как научного редактора первого тома трёхтомного издания «История Удмуртии с древнейших времён до ХV в.» (2007).

## Труды

#### Монографии, учебники, учебные пособия
- 425 лет добровольного присоединения Удмуртии к России (1558-1983) / НИИ при СМ УАССР / Соавт.: Иванова М.Г. Гришкина М.В., Трефилов Г.Н. Павлов Н.П. Ижевск: Удмуртия, 1983. 112 с.
- Иванова М. Г. Чепецкие древности. Устинов: Удмуртия, 1985. 115 с.
- Иванова М. Г. Иднакар. Ижевск: Удмуртия, 1988. 107 с.
- Иванова М. Г. Иднакар –  гордость и боль наша. Глазов, 1990. 12 с.
- Иванова М. Г. Погребальные памятники северных удмуртов  XI – XIII  вв.: Монография. Ижевск: Удм. ИИЯЛ УрО РАН. 1992, 184 с.
- Иванова М. Г. Истоки удмуртского народа: Учебное пособие. Ижевск: Удмуртия, 1994. 192 с.
- Иванова М. Г. Иднакар: Древнеудмуртское городище IX–XIII вв. Ижевск: УИИЯЛ УрО РАН, 1998. 294 с.: ил.
- Владыкин В. Е., Гришкина М. В., Иванова М. Г., Христолюбова Л. С. Даур куара [Глас веков]: Учеб. пособие по истории удмуртского народа для 5–7-х классов / Отв. ред. В. Е. Владыкин. Ижевск: Удмуртия, 1998. 212 с.: ил. Удм.
- Иванова М. Г. Вдохновение в древних истоках: Материалы по средневековому искусству удмуртов: Метод. пособие для мастеров. Ижевск: УИИЯЛ УрО РАН, 1999. 76 с.
- Финно-угры Поволжья и Приуралья в средние века / Отв. ред., авт. предисл. М. Г. Иванова; вступ. статья М. Г. Ивановой, Т. Б. Никитиной, Э. А. Савельевой. Ижевск: УИИЯЛ УрО РАН, 1999. 390 с.: фото, 84 л. ил.
- Иванова М. Г., Куликов К. И. Древнее искусство Удмуртии: Альбом / Сост. и авт. вступ. ст. М. Г. Иванова, К. И. Куликов; авт. каталога М. Г. Иванова, А. Г. Иванов, М. В. Косарева. Ижевск: УИИЯЛ УрО РАН, 2000. 216 с.
- Иванова М. Г., Куликов К. И. Семантика символов и образов древнеудмуртского искусства: Науч.-метод. пособие. Ижевск: УИИЯЛ УрО РАН, 2001. 64 с.: ил.
- Научно-исследовательская и научно-организационная деятельность Удмуртского института истории, языка и литературы УНЦ УрО РАН. 1998–2002 гг. / Сост. К. И. Куликов, Г. А. Никитина, М. Г. Иванова.  Ижевск: УИИЯЛ УрО РАН, 2003.  88 с.
- Иванов А. Г., Иванова М. Г., Останина Т. И., Шутова Н. И. Археологическая карта северных районов Удмуртии / Под общ. ред. А. Г. Иванова. Ижевск: УИИЯЛ УрО РАН, 2004. 276 с.
- Иванова М. Г. История Удмуртии. 6 кл.: Учебник для общеобразовательных учреждений. Ижевск: Удмуртия, 2006. 160 с.: ил., цв. вкл., карт.
- История Удмуртии с древнейших времён до XV в. / Под ред. М. Г. Ивановой; предисл. М. Г. Ивановой; введение Р. Д. Голдиной; Удмуртский институт истории, языка и литературы УрО РАН. Ижевск, 2007. 304 с.
- Жилин С., Иванова М., Куликов К. Земля Идны. Ижевск: Изд-во «Регион-Пресс», 2008. 120 с.: ил.
- Удмуртский институт истории, языка и литературы УрО РАН: научно-исследовательская и научно-организационная деятельность в 2003–2008 гг. / Сост. М. Г. Иванова, Г. А. Никитина, Ижевск: УИИЯЛ УрО РАН, 2009. 196 с.+ вкл.

#### Основные научные статьи и публикации
- Иванова М. Г., Ошибкина С. В., Стефанова И. И. О работах Вятской экспедиции // Археологические открытия 1971 г. М., 1972.
- Иванова М. Г., Ошибкина С. В.Работы Вятской экспедиции // Археологические открытия 1972 г. М., 1973.
- Иванова М. Г. Северные удмурты в конце IX — начале XIII в. // Молот, Ижевск, № 2, 1974. На удм.яз.
- Иванова М. Г. Культурные и торговые связи северных удмуртов в X — нач. XIII в. // Советская археология", № 4, 1974.
- Иванова М. Г. Земледелие северных удмуртов в конце I — начале II тысячелетия н. э. // I Поволжское археолого-этнографическое совещание. Тезисы. Казань, 1974. (тезисы)
- Иванова М. Г., Наговицин Л. А., Корепанов К. И. Удмуртская экспедиция // Археологические открытия 1974 г." М., 1975.
- Иванова М. Г., Наговицин Л. А. Удмуртская экспедиция // Археологические открытия 1975 г. М., 1976.
- Иванова М. Г. Кушманское городище // Вопросы археологии Удмуртии. Ижевск, 1976.
- Иванова М. Г. Экономические связи северных удмуртов со странами Востока в конце I — начале II тысячелетия н. э. // Региональное совещание «Этнокультурные связи населения Урала и Поволжья с Сибирью, Средней Азией и Казахстаном. Уфа, 1976
- Иванова М. Г. Исследования в бассейне р. Чепцы // Археологические открытия 1976 г.» М., 1977. С.151-152.
- Иванова М. Г. Исследования в бассейне р. Чепцы // Археологические открытия 1977 г." М., 1978. С. 175—176.
- Иванова М. Г. Музыкальные инструменты городища Иднакар // Молот" Ижевск, № 9, 1978.
- Иванова М. Г. Земледелие северных удмуртов в начале II тыс. н. э. // Материалы к ранней истории населения Удмуртии". Ижевск, 1978.
- Иванова М. Г. Хозяйство северных удмуртов в конце IX — начале XIII вв. Северные удмурты в начале II тысячелетия н. э." Ижевск, 1979. С. 6-68.
- Иванова М. Г. Памятники чепецкой культуры // Северные удмурты в начале II тысячелетия н. э." Ижевск, 1979. С. 115—149.
- Иванова М. Г., Семёнов В. А. Исследования в бассейне р. Чепцы Археологические открытия 1978 г." М. 1979 .
- Иванова М. Г. Исследования в бассейне р. Чепцы Археологические открытия 1979 г." М., 1980. С. 146—147.
- Иванова М. Г. Бытовые изделия из кости городища Иднакар Народное искусство и художественные промыслы Удмуртии". Ижевск, 1980. С. 52-66.
- Иванова М. Г. Исследования в бассейне р. Чепцы // Археологические открытия 1980 г. М., 1981. С. 133—134.
- Иванова М. Г. Городище Гурьякар // Средневековые памятники бассейна р. Чепцы. Ижевск, 1982. С. 3 — 26.
- Иванова М. Г. Маловенижский могильник // Средневековые памятники бассейна р. Чепцы. Ижевск, 1982. С. 52 — 76.
- Иванова М. Г. Качкашурское селище // Средневековые памятники бассейна р. Чепцы. Ижевск, 1982. С. 85 — 89.
- Иванова М. Г. Подборновский могильник /Соавт.: Шутова Н. И. // Средневековые памятники бассейна р. Чепцы. Ижевск, 1982. С. 77 — 84.
- Иванова М. Г. Ма сярысь кыла-бура Иднакар // Молот. 1982. № 4. С. 48 — 50.
- Иванова М. Г. Металлические украшения северных удмуртов в начале II тысячелетия н. э. // Творческие проблемы современных народных художественных промыслов Удмуртской АССР. Ижевск. 1983. С. 113—125.
- Иванова М. Г. Торговые связи удмуртов накануне вхождения в состав Русского государства // Пропагандист и агитатор. 1983. № 5. С. 18 — 21.
- Иванова М. Г. Хозяйство и социально-экономические отношения удмуртов накануне вхождения в состав Русского государства // 425 лет добровольного присоединения Удмуртии к России (1558—1983). Ижевск, 1983. С. 9 — 19.
- Иванова М. Г. Исследования Удмуртской экспедиции // Археологические открытия 1981 г. М., 1983. С. 148—149.
- Иванова М. Г. К вопросу о художественном образе в средневековом искусстве удмуртов // Отражение межэтнических связей в народном декоративном искусстве удмуртов. Ижевск, 1984. С. 57 — 63.
- Иванова М. Г. Исследования в бассейне р. Чепцы // Археологические открытия 1982 г. М., 1984. С. 149—150.
- Иванова М. Г. Исследования в бассейне р. Чепцы // Археологические открытия 1983 г. М., 1985. С. 149 −150.
- Иванова М. Г. Городище Иднакар (Результаты исследований 1975—1977 гг.) // Материалы средневековых памятников Удмуртии. Ижевск, 1985. С. 3 — 36.
- Иванова М. Г. Дауръёслэн возъетсы сьќрын // Молот. 1986. № 4. С. 56 — 58.
- Иванова М. Г. Дауръёс пыр пиштћсь чильдэтъёс / Соавт.: Завьялов В. И. // Молот. 1986. № 12. С. 42 — 44.
- Иванова М. Г. Исследования в бассейне р. Чепцы // Археологические открытия 1984 г. М., 1986. С. 130—131.
- Иванова М. Г. Исследования в бассейне р. Чепцы // Археологические открытия 1985 г. М., 1987. С. 180.
- Иванова М. Г. Об этнической принадлежности памятников чепецкой культуры // Проблемы этногенеза удмуртов. Ижевск, 1987. С. 59 — 79.
- Иванова М. Г. Новые исследования на Солдырском могильнике Чемшай // Погребальные памятники Прикамья. Ижевск, 1987. С. 4 — 24.
- Иванова М. Г. Некоторые проблемы этнокультурной истории северных удмуртов // Проблемы изучения древней истории Удмуртии. Ижевск, 1987. С. 70 — 83.
- Иванова М. Г. Вашкала осконъёс // Молот. 1987. № 12. С. 39 — 42.
- Иванова М. Г. Городище Иднакар: некоторые итоги и задачи исследования // XVII Всесоюзная финно-угорская конференция. Ижевск, 1987. Т. 2. С. 18 — 20.
- Иванова М. Г. Основные этапы этнической истории северных удмуртов // XVII Всесоюзная финно-угорская конференция. Ижевск, 1987. Ч. 2. С. 20 — 22.
- Иванова М. Г. Концовский могильник: Новые материалы // Новые исследования по древней истории Удмуртии. Ижевск, 1988. С. 4 — 24.
- Иванова М. Г. Производственные сооружения городища Иднакар // Новые исследования по древней истории Удмуртии. Ижевск, 1988. С. 119—142.
- Иванова М. Г. Исследования в бассейне р. Чепцы // Археологические открытия 1986 г. М., 1988. С. 169.
- Иванова М. Г. Удмуртско-болгарские связи в конце I — начале II тысячелетия н. э. // Ранние болгары и финно-угры в Восточной Европе: Тезисы. Казань, 1988. С. 15.
- Иванова М. Г. Исследования в бассейне р. Чепцы // Археологические открытия Урала и Поволжья. Сыктывкар, 1989. С. 57 — 59.
- Иванова М. Г. Основные этапы этнической истории северных удмуртов // Новые исследования по этногенезу удмуртов. Ижевск. 1989. С. 5 — 19.
- Иванова М. Г. Этническая идентификация археологических памятников бассейна р. Чепцы // Материалы VI Международного конгресса финно-угроведов. Сыктывкар, 1989. Т. I. С. 27 — 29 .
- Иванова М. Г. Удмуртско-болгарские связи в конце I — начале II тысячелетия н. э. // Ранние болгары и финно-угры в Восточной Европе. Казань, 1990. С. 117—124.
- Иванова М. Г. Этнокультурные связи северных удмуртов в эпоху средневековья // Взаимодействие древних культур Урала. Пермь, 1990. С. 45 — 53.
- Иванова М. Г . Погребальный обряд северных удмуртов в IX — ХІІІ вв. // Материалы по погребальному обряду удмуртов. Ижевск, 1991. С. 35 — 55.
- Иванова М. Г. Удмуртский могильник XVI—XVIII вв. у д. Нязь-Ворцы // Материалы по погребальному обряду удмуртов. Ижевск, 1991. С. 105—135.
- Иванова М. Г. Чепецкие городища: проблемы и перспективы изучения // Исследования по средневековой археологии лесной полосы Восточной Европы. Ижевск, 1991. С. 46 — 55.
- Иванова М. Г. Дуэ! Дуэ! Вашкала удмуртъёслэн вузкаремзы // Молот. 1991. № 3. С. 42 — 44.
- Иванова М. Г. Исследования на городище Иднакар // Археологические открытия Урала и Поволжья. Ижевск, 1991. С. 48 — 51.
- Иванова М. Г. О социальной типологии чепецких городищ конца I — начала II тысячелетия н. э. // Проблемы финно-угорской археологии Урала и Поволжья. Сыктывкар, 1992. С. 15 — 19.
- Иванова М. Г. Жилые сооружения городища Иднакар IX—XIII вв. (Раскопки 1990 г.) / Соавт.: Черных Е. М // Средневековые древности Волго-Камья. Йошкар-Ола, 1992. С. 143—156.
- Иванова М. Г. Истоки удмуртского этногенеза // Удмурты: Историко-этнографические очерки. Ижевск, 1993. С. 20 — 28.
- Иванова М. Г. Иднакар // Луч. 1993. № 1. С. 52 — 55.
- Иванова М. Г. О происхождении удмуртов // Отчий край: Книга для чтения по удмуртскому краеведению: 10 — 11 классы. Ижевск, 1993. С. 51 — 55.
- Иванова М. Г. О типологической эволюции восточно-финских поселений в контексте генезиса древнерусских городов лесной зоны // Археологические культуры и культурно-исторические общности Большого Урала: Тезисы. Екатеринбург, 1993. С. 69 — 70.
- Иванова М. Г. Средневековые городища удмуртов в контексте социально- экономических процессов в лесной зоне Восточной Европы // Европейский Север: Взаимодействие культур в древности и средневековье: Тезисы. Сыктывкар, 1994. С. 40 — 42.
- Иванова М. Г. Новые данные по изучению лепной древнеудмуртской керамики городища Иднакар IX—XIII вв.: Традиции и заимствования / Соавт.: Иванова Т. В. // Европейский Север: Взаимодействие культур в древности и средневековье: Тезисы. Сыктывкар, 1994. С. 42 — 44.
- Иванова М. Г. Формирование базы данных археологических памятников с применением средств компьютерной графики / Соавт.: Алексеев В. А., Смагин М. Г., Смурыгин А. В. // Европейский Север: Взаимодействие культур в древности и средневековье: Тезисы. Сыктывкар, 1994. С. 114—115.
- Иванова М. Г. Опыт определения планировки городища Иднакар методом электрометрии (По результатам экспедиции 1993 г.) / Соавт.: Журбин И. В., Иванова Т. В. // Европейский Север: Взаимодействие культур в древности и средневековье: Тезисы. Сыктывкар, 1994. С. 116.
- Иванова М. Г. Удмурт мифология но Ригведа / Соавт.: Куликов К. И. // Инвожо. 1994. № 6. С. 3 — 9.
- Иванова М. Г. Вашкала чеберъянъёс // Инвожо. 1994. № 5. C. 41 — 43.
- Иванова М. Г. Удмуртская мифология и Ригведа / Соавт.: Куликов К. И // Луч. 1994. № 7. С. 54 — 58.
- Иванова М. Г. Покровители воды и огня / Соавт.: Куликов К. И. // Луч. 1994. № 8. С. 49 — 50.
- Иванова М. Г. Разработка методики проведения археологических исследований электрометрическими методами на городище Иднакар / Соавт.: Журбин И. В. // Проблемы средневековой археологии волжских финнов. Йошкар-Ола, 1994. С. 96 — 106.
- Иванова М. Г. Медная посуда из древнеудмуртского могильника у д. Кузьмино и её этнокультурные параллели / Соавт.: Руденко К. А // Проблемы средневековой археологии волжских финнов. Йошкар-Ола, 1994. С. 107—120.
- Иванова М. Г. Исследования на городище Иднакар // Археологические открытия Урала и Поволжья. Йошкар-Ола, 1994. С. 49 — 50.
- Иванова М. Г. Исследования на городище Иднакар IX—XIII вв. // Археологические открытия 1994 г. М., 1995. С. 207.
- Иванова М. Г. Городище Иднакар IX—XIII вв.: Материалы исследований территории между валами (1989—1992 гг.) // Материалы исследований городища Иднакар IX—XIII вв. Ижевск, 1995. С. 4 — 55.
- Иванова М. Г. Удмурты в начале II тысячелетия н. э. // Материалы по истории Удмуртии (С древнейших времён и до середины XIX вв.). Ижевск, 1995. С. 50 — 81.
- Иванова М. Г. Первобытнообщинный строй на территории Удмуртии / Соавт.: Наговицин Л. А. // Материалы по истории Удмуртии (С древнейших времён и до середины XIX вв.). Ижевск, 1995. С. 4 — 49.
- Иванова М. Г. Тайны умолкнувших символов. Ведийские корни удмуртской мифологии / Соавт.: Куликов К. И // Памятники Отечества: Полное описание России: Удмуртия. М., 1995. Вып. 33. C. 28 — 34.
- Иванова М. Г. Крепость богатыря Идны. Из прошлого северных удмуртов // Памятники Отечества: Полное описание России: Удмуртия. М., 1995. Вып. 33. С. 37 — 42.
- Иванова М. Г. Этапы формирования топографической структуры городища Иднакар // Узловые проблемы современного финно-угроведения. Йошкар-Ола, 1995. С. 33 — 34.
- Иванова М. Г, Журбин И. В.  Опыт применения неконтактных методов зондирования для поиска археологических объектов в грунте (По результатам исследований городища Иднакар) // Узловые проблемы современного финно-угроведения. Йошкар-Ола, 1995. С. 31 −32.
- Иванова М. Г. Исследования на городище Иднакар // Археологические открытия 1995 г. М., 1996. С. 262.
- Иванова М. Г. Торговые связи северных удмуртов в конце I — начале II тысячелетия н. э. (по материалам городища Иднакар) (тезисы) Региональная конференция «Проблемы межэтнических взаимодействий в сопредельных национальных и административных образованиях (на примере Среднего Прикамья)» Сарапул, 1997.
- Иванова М. Г. Древнеудмуртское городище Иднакар: некоторые итоги исследования // 3-я Российская университетско-академическая научно-практическая конференция. Ижевск, 1997. (тезисы)
- Иванова М. Г. Древнеудмуртское городище Иднакар: некоторые итоги и перспективы исследований // Биляр и Волжская Булгария: изучение и охрана археологических памятников. Казань, 1997. (тезисы)
- Иванова М. Г. Удмурты в эпоху средневековья: расселение и некоторые аспекты исследования социально-экономических отношений // Finno-ugrika. Казань, 1997. № 1.
- Иванова М. Г. В древние времена //Родное слово (научно-методический журнал). Ижевск, 1997. № 3, 4
- Иванова М. Г. Древнеудмуртское городище Иднакар и вопросы социальной типологии укреплённых поселе-ний восточных финнов в начале II тысячелетия н. э. // Труды VI Международного конгресса славянской археологии. Том 2. Славянский средневековый город. М., 1997.
- Иванова М. Г., Журбин И. В., Зелинский А. В. Исследования планировки городища Иднакар методом электрометрии (1991—1997 гг.) // Естественно-научные методы в полевой археологии. М., 1998. Вып. 2. С. 36-49.
- Иванова М. Г. Северные удмурты в эпоху средневековья: некоторые итоги и перспективы исследования // Урал в прошлом и настоящем: Материалы научной конференции. Екатеринбург, 1998. Ч. 1. С. 157—160.
- Иванова М. Г. Проблемы хронологии чепецких памятников конца I — начала II тысячелетия н. э. // Проблемы хронологии волжских болгар: Тезисы научной конференции. Казань, 1998. С. 21-23.
- Иванова М. Г. Гурьякар // Уральская историческая энциклопедия. Екатеринбург, 1998.
- С. 171.
- Иванова М. Г. Древнеудмуртское городище Иднакар: Некоторые итоги и перспективы исследований // Новые исследования по средневековой археологии Поволжья и Приуралья. Ижевск, 1999. С. 103—107.
- Иванова М. Г., Степанова Г. А. Исследования на городище Иднакар // Археологические открытия 1997 г. М., 1999. С. 206—207.
- Иванова М. Г. Предисловие // Новые исследования по средневековой археологии Поволжья и Приуралья. Ижевск, 1999. С 5-7.
- Иванова М. Г., Савельева Э. А. Вклад А. П. Смирнова в изучение пермских народов // Новые исследования по средневековой археологии Поволжья и Приуралья. Ижевск, 1999. С. 20-25.
- Иванова М. Г. Научное наследие А. П. Смирнова и современные проблемы исследования средневековых памятников Удмуртии // Научное наследие А. П. Смирнова и современные проблемы археологии Волго-Камья. М., 1999. С. 85-87.
- Иванова М. Г. Научное наследие А. П. Смирнова и современные проблемы исследования средневековых памятников Удмуртии // Труды ГИМ. М., 2000. Вып. 122: Научное наследие А. П. Смирнова и современные проблемы археологии Волго-Камья: Материалы научной конференции С. 177—183.
- Иванова М. Г., Завьялов В. И. Древнеудмуртские кузнецы // Вестник РГНФ. 2001. № 1. С. 7-14.
- Иванова М. Г. Основные этапы формирования северных удмуртов // Коренные этносы Севера европейской части России на пороге нового тысячелетия: история, современность, перспективы: Материалы Международной научной конференции. Сыктывкар, 2000. С. 166—168.
- Иванова М. Г., Шутова Н. И. Памяти Владимира Алексеевича Семёнова // Finno-Ugrika. 2000. № 1. С. 91-95.
- Иванова М. Г. Арское городище // Удмуртская Республика: Энциклопедия. Ижевск: Удмуртия, 2000. С. 174.
- Иванова М. Г. Бигершай // Там же. С. 200.
- Иванова М. Г. Варнинский могильник // Там же. С. 219.
- Иванова М. Г. Волжская Булгария // Там же. С. 235.
- Иванова М. Г. Городище // Там же. С. 282.
- Иванова М. Г. Гривны «глазовского» типа // Там же. С. 290.
- Иванова М. Г. Дондыкар // Там же. С. 343-344.
- Иванова М. Г. Дондыкар // Там же. С. 184.
- Иванова М. Г. Иднакар // Там же. С. 219.
- Иванова М. Г. Иднакар // Там же. С. 418.
- Иванова М. Г. Концовский могильник // Там же. С. 437.
- Иванова М. Г. Кузьминский могильник // Там же. С. 294.
- Иванова М. Г. Кузьминский могильник // Там же. С. 471.
- Иванова М. Г. Маловенижский могильник // Там же. С. 504.
- Иванова М. Г. Мыдланьшай // Там же. С. 521.
- Иванова М. Г. Нязь-Ворцинский могильник // Там же. С. 528.
- Иванова М. Г. Омутницкий могильник // Там же. С. 529.
- Иванова М. Г. Ореховский могильник // Там же. С. 546.
- Иванова М. Г. Первухин Н. Г. // Там же. С. 553.
- Иванова М. Г. Петропавловский могильник // Там же. С. 561.
- Иванова М. Г. Поломская культура // Там же. С. 420.
- Иванова М. Г. Поломская культура // Там же. С. 632.
- Иванова М. Г. Поломские могильники // Там же. С. 420.
- Иванова М. Г. Удмуртская археологическая экспедиция // Там же. С. 698.
- Иванова М. Г. Удмуртские могильники // Там же. С. 699.
- Иванова М. Г. Учкакар // Там же. С. 714.
- Иванова М. Г. Ципьинский могильник // Там же. С. 699.
- Иванова М. Г. Чемшай // Там же. С. 739.
- Иванова М. Г. Чепецкая культура // Там же. С. 744.
- Иванова М. Г. Чепецкая культура // Там же. С. 584.
- Иванова М. Г. Городище Иднакар — средневековый центр северных удмуртов // Материалы XXXIII Урало-Поволжской археологической студенческой конференции. Ижевск, 2001. С. 6-8.
- Иванова М. Г. Некоторые аспекты изучения проблемы социальной типологии средневековых городищ Прикамья // Труды Камской археолого-этнографической экспедиции. Пермь, 2001. Вып. 1-2. С. 104—107.
- Иванова М. Г., Степанова Г. А., Кириллов К. Н. Исследования на городище Иднакар IX—XIII вв. // Археологические открытия 2000 г. М.: Наука, 2001. С. 159—160.
- Иванова М. Г. Оборонительные сооружения древнеудмуртского городища Иднакар IX—XIII вв. // Древности Поволжья и Прикамья: Йошкар-Ола, 2001. С. 52-65.
- Иванова М. Г., Клишев В. И. Солдырский III могильник (Иднакарский): предварительное сообщение // Материалы XXXIII Урало-Поволжской археологической студенческой конференции. Ижевск, 2001. С. 79-80.
- Иванова М. Г., Куликов К. И. Исследования отдела археологии в 1970—2000 гг. // Там же. 2001. С. 56-173.
- Иванова М. Г., Куликов К. И., Никитина Г. А. Институт — академическое учреждение // Там же. 2001. С. 5-26.
- Иванова М. Г., Куликов К. И., Никитина Г. А. Институт — академическое учреждение // Финно-угроведение. 2001. № 3-4. С. 3-26.
- Иванова М. Г., Куликов К. И., Никитина Г. А. Предисловие // Институт: история и современность. Ижевск: УИИЯЛ УрО РАН, 2001. С. 3-4.
- Иванова М. Г., Куликов К. И. Основные направления изучения средневековых памятников в Удмуртском ИИЯЛ УрО РАН в 1970—1990-е гг. // Древние ремесленники Приуралья: Материалы научной конференции. Ижевск, 2001. С. 5-18.
- Иванова М. Г., Куликов К. И. Удмуртская мифология и Ригведа // Древности Поволжья и Прикамья. Йошкар-Ола, 2001. С. 136—149.
- Иванова М. Г., Черных Е. М. Жилище чепецких удмуртов первой половины II тысячелетия н. э.: (По материалам раскопок городища Иднакар в 1990 г.) // Труды Камской археолого-этнографической экспедиции. Пермь, 2001. Вып. 1-2. С. 131—135.
- Иванова М. Г. Некоторые проблемы изучения древней истории удмуртского народа // Информационно-методический сборник Министерства национальной политики Удмуртской Республики. Ижевск, 2002. № 6. С. 35-43.
- Иванова М. Г. Солдырский III могильник (Иднакарский): предварительные итоги исследований 2000—2001 г. // Проблемы древней и средневековой истории Среднего Поволжья. Казань, 2002. С. 156—161.
- Иванова М. Г. Иднакар в системе современной культуры Удмуртии // Этнос. Культура. Человек: Сб. материалов международной научной конференции, посвящённой 60-летию В. Е. Владыкина. Ижевск: АНК, 2003. С. 182 −188.
- Иванова М. Г. Иванов Александр Геннадьевич // Историки Урала XVIII—XX вв. Екатеринбург: УрО РАН, 2003. С. 137—138.
- Иванова М. Г. Куликов Кузьма Иванович // Там же. С. 190—191.
- Иванова М. Г. Останина Таисия Ивановна // Там же. С. 265—266.
- Иванова М. Г. Пономарёв Карл Александрович // Там же. С. 290—291.
- Иванова М. Г. Томшич Виктор Георгиевич // Там же. С. 367.
- Иванова М. Г. Томшич Татьяна Семёновна // Там же. С. 368.
- Иванова М. Г. Христолюбова Людмила Степановна // Там же. С. 389—390.
- Иванова М. Г. Шкляев Георгий Кузьмич // Там же. С. 427.
- Иванова М. Г. Шутова Надежда Ивановна // Там же. С. 432—433.
- Иванова М. Г. Новые исследования на средней части городища Иднакар: (об опыте использования новых методик) // АЭМК. Йошкар-Ола: МарНИИЯЛИ, 2004. Вып. 27: Взаимодействие культур в Среднем Поволжье в древности и средневековье. С. 72- 79.
- Иванова М. Г. Мифологические мотивы в средневековой материальной культуре удмуртов // Удмуртская мифология. Ижевск, 2004. С. 20-28.
- Иванова М. Г. Предисловие // Удмуртской археологической экспедиции — 50 лет: Материалы Всероссийской научной конференции, посвящённой 50-летию Удмуртской археологической экспедиции и 80-летию со дня рождения Владимира Фёдоровича Генинга: Сб. ст. Ижевск: УИИЯЛ УрО РАН, 2004. С. 5-13.
- Иванова М. Г. Исследования Удмуртской археологической экспедиции Удмуртского ИИЯЛ УрО РАН (1969—2003 гг.) // Там же. С. 30-40.
- Иванова М. Г., Каримов Р. М. Археологические материалы в современном декоративно-прикладном искусстве Удмуртии // Там же. С. 75-78.
- Иванова М. Г., Степанова Г. А. Вещевой материал городища Иднакар в контексте исследованного пространства: по материалам раскопок 1999 г. // Там же. С. 238—263.
- Иванова М. Г., Куликов К. И. Некоторые особенности создания научной концепции реконструкции городища Иднакар: К постановке проблемы // Там же. С. 284—290.
- Иванова М. Г. Исследования городища Иднакар: от традиционных методов к компьютерным технологиям // Археология и компьютерные технологии: представление и анализ археологических материалов: Сб. ст. Ижевск, 2005. С. 9-12.
- Иванова М. Г., Журбин И. В. Предисловие // Там же. С. 3-8.
- Иванова М. Г., Степанова Г. А. Использование компьютерных технологий в обработке культурного слоя городища Иднакар // Там же. С. 29-44.
- Иванова М. Г. Удмурты в древнейшие времена // Удмурты / Сост. З. А. Богомолова. М: Голос-Пресс, 2005. С. 24-40. (Культурное наследие народов России).
- Иванова М. Г. Городище Иднакар IX—XIII вв.: итоги исследований и перспективы // Современные проблемы археологии России: Материалы Всероссийского археологического съезда (23-28 октября 2006 г., Новосибирск): Сб. науч. тр. / Отв. ред. А. П. Деревянко, В. И. Молодин. Новосибирск: Изд-во Ин-та археологии и этнографии СО РАН, 2006. Т. 2. С. 123—125.
- Иванова М. Г., Куликов К. И. Археологическое наследие Удмуртии в культурном пространстве современности // Там же. С. 489—491.
- Иванова М. Г., Журбин И. В. Опыт междисциплинарных исследований древнеудмуртского городища Иднакар IX—XIII вв. // Археология, этнография и антропология Евразии. 2006. № 2 (26). С. 68-79.
- Иванова М. Г., Журбин И. В. Междисциплинарные исследования городища Иднакар: итоги и перспективы // Наука Удмуртии. 2006. № 2. С. 150—162.
- Иванова М. Г. Древнеудмуртское городище Иднакар IX—XIII вв.: исторические предпосылки возникновения и особенности развития // Удмуртия: история и современность: Материалы Международной научно-практической конференции «Проблемы и перспективы функционирования родных языков» / Под ред. Н. К. Коробейниковой, М. Ю. Малышева и др. Ижевск: Изд. дом «Удмуртский университет», 2005. С. 15-19.
- Иванова М. Г. Некоторые итоги междисциплинарных исследований древнеудмуртского городища Иднакар // Средневековая археология евразийских степей: Материалы Учредительного съезда Международного конгресса. Казань, 14-16 февраля 2007 г. Казань: Институт истории АН РТ, 2007. Т. 1. С. 237—242.
- Иванова М. Г., Куликов К. И. Археологическое наследие Удмуртии в современном культурном пространстве // Финно-угроведение. 2007. № 1. С. 32-38.
- Иванова М. Г., Куликов К. И. Археологическое наследие Удмуртии в современном культурном пространстве // Влияние природной среды на развитие древних сообществ: Материалы научной конференции, посвящённой 50-летию Марийской археологической экспедиции. Йошкар-Ола, 2007. С. 55-61.
- Иванова М. Г. Куликов Кузьма Иванович: (к семидесятилетию со дня рождения) // Наука Удмуртии. 2007. № 5 (18). С. 15-23.
- Иванова М. Г. Куликов Кузьма Иванович: (к семидесятилетию со дня рождения) // Финно-угроведение. 2007. № 2. С. 120—127.
- Иванова М. Г. Исследования средневековых памятников в бассейне р. Чепцы (обзор публикаций 2001—2005 гг.) // Finnо-Ugrіса. 2007. № 10. С. 176—183.
- Иванова М. Г. Куликов Кузьма Иванович: (к 70-летию со дня рождения) // Там же. С. 184—190.
- Иванова М. Г., Куликов К. И. Наследие Иднакара и современность // Инвожо. 2007. № 5-6. С. 6-13.
- Иванова М. Г. Вашкала дћсь но чеберъяськонъёс // Ашальчи. 2007. № 2(29). С. 42-45.
- Иванова М. Г. «Асьмелы куара сёто вашкала кибервылъёс…» [= Наследие древности] // Кенеш. 2007. № 10. С. 4-13.
- Иванова М. Г. В. Л. Белыхлэн ужъёсыз сярысь куд-ог малпанъёс // Вордскем кыл. 2007. № 10 (148). С. 42.
- Иванова М. Г. Особенности формирования и развития средневековых городищ Прикамья: Выдержки из статьи // Жили люди на реке: Сб. ст. / Под ред. А. Н. Кириллова. Глазов, 2008. С. 17-34.
- Иванова М. Г. Оборонительные сооружения городища Иднакар: некоторые итоги и перспективы изучения // Труды Камской археолого-этнографической экспедиции. Пермь, 2008. Вып. 5: Университет и историко-культурное наследие региона: Сб. науч. тр. / Под общ. ред. А. М. Белавина; Перм. гос. пед. ун-т. С. 148—152.
- Иванова М. Г. Укреплённые поселения Прикамья в историко-культурных реконструкциях эпохи средневековья // Россия между прошлым и будущим: исторический опыт национального развития: Материалы Всероссийской научной конференции, посвящённой 20-летию Института истории и археологии УрО РАН. Екатеринбург, 4-5 марта 2008 года. Екатеринбург: УрО РАН, 2008. С. 88-92.
- Иванова М. Г. Древнеудмуртское городище Иднакар в историко-культурных реконструкциях эпохи Средневековья // Россия и Удмуртия: история и современность: Материалы Международной научно-практической конференции, посвящённой 450-летию добровольного вхождения Удмуртии в состав Российского государства. Ижевск, 20-22 мая 2008 г.: [Сб.]. Ижевск, 2008. С. 17- 24.
- Иванова М. Г. Исследование Иднакарского комплекса памятников в бассейне р. Чепцы // Камский торговый путь: Материалы Всероссийской научно-практической конференции. Елабуга, 26-27 апреля 2007 года. Елабуга: Изд-во ЕГПУ, 2008. С. 34-42.
- Иванова М. Г. Городище Иднакар IX—XIII вв.: этапы освоения площадки и особенности развития планировочной структуры // Труды II (XVIII) Всероссийского археологического съезда в Суздале. М.: ИА РАН, 2008. Т. 3. C. 268—270.
- Иванова М. Г. Исследования Иднакарского комплекса памятников в бассейне р. Чепцы // Археологическая экспедиция: новейшие достижения в изучении историко-культурного наследия Евразии: Материалы Всероссийской научной конференции, посвящённой 35-летию со времени образования Камско-Вятской археологической экспедиции. Ижевск, 2008. С. 175—184.
- Иванова М. Г. Арское городище // Удмуртская Республика: Энциклопедия. 2-е изд. Ижевск, 2008. С. 186.
- Иванова М. Г. Бигершай // Там же. С. 209.
- Иванова М. Г. Варнинский могильник // Там же. С. 225.
- Иванова М. Г. Волжская Булгария // Там же. С. 240—241.
- Иванова М. Г. Городище // Там же. С. 284.
- Иванова М. Г. Гривны «глазовского» типа // Там же. С. 292.
- Иванова М. Г. Дондыкар // Там же. С. 307.
- Иванова М. Г. Иднакар // Там же. С. 340.
- Иванова М. Г. Концовский могильник // Там же. С. 409—410.
- Иванова М. Г. Кузьминский могильник // Там же. С. 427.
- Иванова М. Г. Маловенижский могильник // Там же. С. 462.
- Иванова М. Г. Мыдланьшай // Там же. С. 494
- Иванова М. Г. Нязь-Ворцинский могильник // Там же. С. 511.
- Иванова М. Г. Омутницкий могильник // Там же. С. 516.
- Иванова М. Г. Ореховский могильник // Там же. С. 517.
- Иванова М. Г. Первухин Николай Григорьевич // Там же. С. 532.
- Иванова М. Г. Петропавловский могильник // Там же. С. 539.
- Иванова М. Г. Поломская культура // Там же. С. 546.
- Иванова М. Г. Семёнов Владимир Алексеевич // Там же. С. 609.
- Иванова М. Г. Смирнов Алексей Петрович // Там же. С. 617.
- Иванова М. Г. Удмуртская археологическая экспедиция // Там же. С. 667.
- Иванова М. Г. Удмуртские могильники 16-18 вв. // Там же. С. 668.
- Иванова М. Г., Куликов К. И. Удмуртский институт истории, языка и литературы // Там же. С. 670—671.
- Иванова М. Г. Учкакар // Там же. С. 682.
- Иванова М. Г. Ципьинский могильник // Там же. С. 706.
- Иванова М. Г. Чемшай // Там же. С. 711.
- Иванова М. Г. Чепецкая культура // Там же. С. 711.
- Иванова М. Г. Археологическое наследие Прикамья в художественной культуре удмуртского народа // Миромоделирование: гуманитарные и художественные процессы в науке и образовании. Ижевск-Москва, ГОУ ВПО «УдГУ», 2009. С. 122—129.
- Иванова М. Г., Журбин И. В. Структура и этапы формирования городища Иднакар по результатам междисциплинарных исследований // Адаптация народов и культур к изменениям природной среды, социальным и техногенным трансформациям / отв. ред. А. П. Деревянко, А. Б. Куделин, В. А. Тишков ; Отделение ист.-филол. наук РАН. — М.: Российская политическая энциклопедия (РОССПЭН), 2009. — 540 с.: ил. С. 148—153+илл.
- Иванова М. Г. Древнеудмуртское городище Иднакар IX—XIII вв.: новые результаты и перспективы исследований // Ежегодник финно-угорских исследований. 2009. С. 48-61 Иванова М. Г. Средневековые городища Прикамья в контексте процессов градообразования // Материалы и исследования по средневековой археологии Восточной Европы. Казань: РИЦ «Школа, 2009. С 119—125.
- Иванова М. Г., Журбин И. В.. Исследования оборонительных сооружений городища Иднакар: методика формирования источника // Финно-угры — славяне — тюрки: опыт взаимодействия (традиции и новации): Материалы Всероссийской конференции. Ижевск, 2009. С. 3-10.
- Иванова М. Г., Степанова Г. А. Формирование источника для компьютерного моделирования (на материалах городища Иднакар) // Пермские финны и угры Урала в эпоху железа: Материалы Всероссийской конференции. Пермь, 2009. С.
- Ivanova M. G. Ethnic identification of the archeological sites in the basin of the tshepets river // Congressus Sextus Internationalis Fenno-Ugristarum: Thesen. Syktyvrar, 1985. Vol. IV: Archaeology. Р. 124. Aнгл.
- Ivanova M. G. Animalischer Sohnitzknochen Tschepetzker Siedlungen im 9 — 13-Jh. // Congressus Septimus Internationalis Fenno-Ugristarum. Debrezen, 1990. 2B: Summaria dissertationum. S. 162. Нем.
- Иванова М. Г. Зооморфная резная кость чепецких городищ IX—XIII вв. // Congressus Septimus Internationalis Fenno-Ugristarum. Debrecen, 1990. 6: Sessiones sectionum dissertationes: Historica, arcһаеоӀоgica et anthropologica.. S. 166—171.
- Ivanova M. G. Formierung topographischer Struktur der Siedlung Idnakar im IX—XIII Jahrhundert // Congressus Octavus Internationalis Fenno-Ugristarum. Jyväskylä, 1995. Pars II: Summaria acroasium in sectionibus et symposiis factarum.. S. 298. Нем.
- Ivanova M.G. Katalogus / sszeállította: Golgyina R. D., Lescsinskaja N. A., Sapran I. G., Ivanov A.G., Sutova N. I., Lepihin A. N., Dimuhametova Sz. A., Csagin G. N. // Káma-vidéki rokonaink östörténete: Kiállítási Katalógus. Tatabányai Múzeum. 1996. O. 13 — 62. Венг.
- Ivanova M. G. Prahistorische und mittelalterliche Siedlungen der Udmurten im Zusammenhang mit der Genesis altrussischer Forstzonenstadte // Historia Fenno-Ugrica I:1 / Congressus primus Historiae Fenno-Ugricae. Oulu, 1996. S. 395—420. Нем
- Ivanova M. G., Fodor I., Goldina R.D., Lescsinskaja N.A., Sapran I.G., Ivanov A.G., Sutova N.I., Lepihin A.N., Dimuhamedova Sz.A., Csagin G.N. Kama-videki rokoyaink ostortenete. Kiallitasi katalogus. Tatabanjai Museum, 1996. Венг. 4,8
- Ivanova M. G. A Kr. u. 1. évezred végi — 2. évezred elejei udmurt emlékek etnokulturális sajátosságai // Magyarok térben és időben: Nemzetközi Hungarológiai Konferencia. Tata, 1999. 25-42. old.
- Ivanova M. G., Kulikov K.I. Az ősi udmurt mitológia és a Rigveda // Magyarok térben és időben: Nemzetközi Hungarológiai Konferencia. Tata, 1999. 43-60. old.

#### Труды, вышедшие под редакцией М. Г. Ивановой (составление и редактирование)
- Материалы к ранней истории населения Удмуртии / Отв. ред. Иванова М. Г. Ижевск: НИИ при СМ УАССР, 1978. 158 с.
- Средневековые памятники бассейна р. Чепцы / Отв. ред. Иванова М. Г. Ижевск: НИИ при СМ УАССР, 1982. 132 с.
- Материалы средневековых памятников Удмуртии / Отв. ред. Иванова М. Г. Устинов: НИИ при СМ УАССР, 1985. 161 с.
- Погребальные памятники Прикамья / Отв. ред. Иванова М. Г. Ижевск: НИИ при СМ УАССР, 1987. 135с.
- XVII Всесоюзная финно-угорская конференция: Археология, антропология и генетика, этнография, фольклористика, литературоведение. Тезисы докладов. Ч. 2 / НИИ при СМ УАССР; Удм. Гос. ун-т им. 50-летия СССР. Устинов, 1987. 357 с.
- Новые исследования по древней истории Удмуртии / Отв. ред. Иванова М. Г. Ижевск: Удм. ИИЯЛ УрО АН СССР, 1988. 171 с.
- Новые исследования по этногенезу удмуртов / Отв. ред. Иванова М. Г., Шутова Н. И. Ижевск: Удм. ИИЯЛ УрО АН СССР, 1989. 148 с.
- Исследования по средневековой археологии лесной полосы Восточной Европы / Отв. ред. Иванова М. Г. Ижевск: Удм. ИИЯЛ УрО АН СССР, 1991. 228 с.
- Материалы по погребальному обряду удмуртов / Отв. ред. Иванова М. Г., Шутова Н. И. Ижевск: Удм. ИИЯЛ УрО АН СССР, 1991. 188 с.
- Материалы исследований городища Иднакар IX—XIII вв. / Отв. ред. Иванова М. Г. Ижевск: Удм. ИИЯЛ УрО РАН, 1995. 192 с.
- Иванов А. Г. Этнокультурные и экономические связи населения бассейна р. Чепцы в эпоху средневековья (конец V — первая половина XIII в.). Ижевск, 1998. 309 с.: илл.
- Финно-угры Поволжья и Приуралья в средние века / Отв. ред. Иванова М. Г. Ижевск: Удм. ИИЯЛ УрО РАН, 1999. 390 с.
- Новые исследования по средневековой археологии Поволжья и Приуралья: Материалы Международного полевого симпозиума, посвящённого 100-летию со дня рождения А. П. Смирнова и 25-летию исследований городища Иднакар / Отв. Ред. М. Г. Иванова. Ижевск-Глазов, 1999. 303 с.
- Институт; история и современность: К 70-летию Удмуртского института истории, языка и литературы УрО РАН: Сб. статей — Ижевск, 2001. — 424 с.
- В. В. Туганаев, А. В. Туганаев. Городище Иднакар IX—XIII вв. н. э.: агроэкологический обзор. Ижевск, 2001. 3,94 п.л.
- К. И. Куликов. С этой минуты Россия спасена» Ижевск, 2001. 6,51 п.л.
- Удмуртской археологической экспедиции 50 лет: Материалы Всероссийской научной конференции, посвящённой 50-летию Удмуртской археологической экспедиции и 80-летию со дня рождения Владимира Фёдоровича Генинга. Ижевск, 2004. 344 с. + вкл.
- Журбин И. В. «Геофизика в археологии: методы, технология и результаты применения». Ижевск, 2004. 12, 37 п. л.
- Куликов К. И. Связь времён или возрождённая древность. Ижевск, 2004. 3,4 п.л.
- Археология и компьютерные технологии: представление и анализ археологических материалов: Материалы Всероссийской научной конференции: Сборник статей / Отв. ред. М. Г. Иванова, И. В. Журбин. Ижевск, 2005. 136 с.
- Завьялов В. И. История кузнечного ремесла пермян: археометаллографическое исследование / Отв. ред. М. Г. Иванова. Ижевск, 2005. 240 с.
- История Удмуртии с древнейших времён до ХV в. / Под ред. М. Г. Ивановой; предисл. М. Г. Ивановой; введение Р. Д. Голдиной; Удмуртский институт истории, языка и литературы УрО РАН. Ижевск, 2007. 304 с.

#### Выступления в качестве соискателя
- Ютина Т.К. Археологические памятники VI—XIV вв. Южной Удмуртии / УдГУ — Ижевск, 1994. — Канд. дис.
- Шапран И. Г. Удмуртские и марийские могильники в бассейне р. Вятки / УдГУ — Ижевск, 1995. — Канд. дис.
- Казанцева О. А. Гончарная технология населения Среднего Прикамья первой половины I тысячелетия н. э. (по данным некрополей) / УдГУ — Ижевск, 1996. — Канд. дис.
- Голдина Е. В. Бусы Верхнего Прикамья конца IV—IX вв. (по материалам могильников неволинской культуры) / УдГУ — Ижевск, 1998. — Канд. дис.
- Останина Т. И. Население Среднего Прикамья в III—V вв. / ИА РАН — М, 1998. — Докт. дис.
- Молчанова Л. А. Орнамент удмуртской традиционной одежды (Опыт структурно- семантического анализа) / УдГУ — Ижевск, 1999. — Канд. дис.
- Орлов П. А. Вещный мир удмуртов (к семантике материальной культуры) / УдГУ — Ижевск, 1999. — Канд. дис.
- Багин А. Л. Средневековые святилища Европейского Северо-Востока VI—XIV вв. / УдГУ — Ижевск, 2000. — Канд. дис.
- Аксёнов В. А. История населения Мокшанско-Вадского междуречья в VIII—XI вв. / УдГУ — Ижевск, 2000. — Канд. дис.
- Валиуллина С. И. Стекло Биляра Х — начала ХІІІ вв. / УдГУ — Ижевск, 2002. — Канд. дис.
- Хузин Ф. Ш.  Булгарский город в Х — начале ХІІІ вв. / УдГУ — Ижевск, 2002. — Докт. дис.
- Никитина Т. Б. Марийцы в эпоху средневековья (по археологическим материалам) / ИА РАН — М., 2003. — Докт. дис.

#### Неопубликованные труды
- Иванова М. Г. Отчёт о раскопках городища Иднакар Глазовского района УАССР в 1974 г. //Архив ИА РАН, р-I, № 5570.
- Иванова М. Г. Отчёт о раскопках городища Иднакар, Маловенижского могильника Юкаменского района УАССР в 1975 г. // Архив ИА РАН, р-I, № 5723.
- Иванова М. Г. Отчёт о раскопках Маловенижского могильника и городища Иднакар в 1976 г. // Архив ИА РАН, р-I, № 6440.
- Иванова М. Г. Отчёт о раскопках Маловенижского могильника и городища Иднакар в 1977 г. // Архив ИА РАН, р-I, № 6651.
- Иванова М. Г. Отчёт о раскопках городища Иднакар Глазовского района Удмуртской АССР в 1978 г. // Архив ИА РАН, р-I, № 7193.
- Иванова М. Г. Отчёт о раскопках городища Гурьякар и Подборновского могильника в Балезинском районе Удмуртской АССР в 1979 г. РФ НОА УИИЯЛ, оп. 2-Н, № 477.
- Иванова М. Г. Отчёт о раскопках городища Иднакар и могильника Чем-шай в Глазовском районе Удмуртской АССР в 1980 г. // Архив ИА РАН, р-I, № 7828.
- Иванова М. Г. Отчёт о раскопках Удмуртской археологической экспедиции в 1981 г. // Архив ИА РАН, р-I, № 8863.
- Иванова М. Г. Отчёт о раскопках Удмуртской археологической экспедиции в 1982 г. // РФ НОА НИИ, оп.2-Н, № 613.
- Иванова М. Г. Отчёт о раскопках городища Иднакар и Кузьминского могильника в 1983 г. //Архив ИА РАН, р-I, № 9614.
- Иванова М. Г. Отчёт о раскопках городища Иднакар и Кузьминского могильника в 1984 г.// Архив ИА РАН, р-I, № 10171.
- Иванова М. Г. Отчёт о раскопках могильников у д. Кузьмино Ярского района и у д. Нязь-Ворцы Игринского района Удмуртской АССР в 1985 г. // Архив УИИЯЛ, РФ, оп.2-н, д.714.
- Иванова М. Г. Отчёт о разведках в Ярском районе и раскопках могильников у д. Кузьмино Ярского, у д. Нязь-Ворцы Игринского районов Удмуртской АССР в 1986 г. // Архив УИИЯЛ, РФ, оп. 2-н, дд. 716, 717.
- Иванова М. Г. Отчёт о раскопках древнеудмуртского могильника у д. Кузьмино Ярского района Удмуртской АССР в 1987 г. // Архив УИИЯЛ, РФ, оп.2-н, д.720.
- Иванова М. Г. Отчёт о раскопках Солдырского городища Иднакар в Глазовском районе УАССР в 1988 г. // Архив ИА РАН, р-I, № 12590.
- Иванова М. Г. Отчёт о раскопках Солдырского городища Иднакар в Глазовском районе УАССР в 1989 г. // Архив ИА РАН, р-I, № 13498.
- Иванова М. Г. Отчёт о раскопках Солдырского городища Иднакар в Глазовском районе в 1990 г. // РФ НОА УИИЯЛ., оп. 2-Н, № 934.
- Иванова М. Г. Отчёт о раскопках Солдырского городища Иднакар в Глазовском районе в 1991 г. // РФ НОА УИИЯЛ, оп.2-Н, № 896 а.
- Иванова М. Г. Отчёт о раскопках Солдырского городища Иднакар в Глазовском районе Удмуртской республики в 1992 г. // РФ НОА УИИЯЛ, оп. 2-Н, № 1034.
- Иванова М. Г. Отчёт о раскопках Солдырского городища Иднакар в Глазовском районе Удмуртской республики в 1993 г. // РФ НОА УИИЯЛ, оп. 2-Н, № 1035.
- Иванова М. Г. Отчёт о раскопках Солдырского городища Иднакар в Глазовском районе Удмуртской Республики в 1994 г. // Архив УИИЯЛ, РФ, оп.2-н, д.24.
- Иванова М. Г. Отчёт о раскопках Солдырского городища Иднакар в Глазовском районе УР в 1995 году // Архив УИИЯЛ, РФ, оп. 2-н, д. 80.
- Иванова М. Г. Отчёт о раскопках городища Иднакар IX—XIII в Глазовском районе Удмуртской Республики в 1997 г. Ижевск, 1998. // РФ НОА УИИЯЛ, оп. 2-Н, № д.1149.
- Иванова М. Г. Отчёт о раскопках городища Иднакар IX—XIII вв. в Глазовском районе Удмуртской Республики в 1998 г. // РФ НОА УИИЯЛ, оп. 2-н, д. 218.
- Иванова М. Г. Отчёт о раскопках городища Иднакар IX—XIII вв. в Глазовском районе Удмуртской Республики в 1999 г. // РФ НОА УИИЯЛ, оп. 2-н, д. 226.
- Иванова М. Г. Отчёт о раскопках городища Иднакар IX—XIII вв. в Глазовском районе Удмуртской Республики в 2000 г. // РФ НОА УИИЯЛ, оп. 2-н, д. 275.
- Иванова М. Г. Отчёт о раскопках городища Иднакар IX—XIII вв. в Глазовском районе Удмуртской Республики в 2001 г. // РФ НОА УИИЯЛ, оп. 2-н, д. 349.
- Иванова М. Г. Отчёт о раскопках городища Иднакар IX—XIII вв. в Глазовском районе Удмуртской Республики в 2002 г. Ижевск, 2003 // РФ НОА УИИЯЛ, оп. 2-н, д. 399.
- Иванова М. Г. Отчёт об исследованиях на территории музея-заповедника «Иднакар» в Глазовском районе Удмуртской Республики в 2003 г. Ижевск, 2004 // РФ НОА УИИЯЛ, оп. 2-н, д. 1303.
- Иванова М. Г. Отчёт об исследованиях на городище Иднакар, Солдырском III селище и Качкашурском могильнике в Глазовском районе Удмуртской Республики в 2004 г. Ижевск, 2005 // РФ НОА УИИЯЛ, оп. 2-н, д. 1311.
- Иванова М. Г. Отчёт об исследованиях на городище Иднакар в Глазовском районе Удмуртской Республики в 2005 г. Ижевск, 2006 // РФ НОА УИИЯЛ, оп. 2-н, д. 1427.
- Иванова М. Г. Отчёт об исследованиях на городище Иднакар в Глазовском районе Удмуртской Республики в 2006 г. Ижевск, 2007 // РФ НОА УИИЯЛ, оп. 2-н, д. 1311.
- Иванова М. Г. Отчёт о раскопках Солдырского городища Иднакар в Глазовском районе Удмуртской Республики в 2007 г. Ижевск, 2008. 86 л. // РФ НОА УИИЯЛ, оп. 2-н, д. 1517.
- Иванова М. Г. Отчёт о раскопках Солдырского городища Иднакар в Глазовском районе Удмуртской Республики в 2008 г. Ижевск, 2009. 173 л. // РФ НОА УИИЯЛ, оп. 2-н, д. 1549. СД № 56.

#### Рецензии на труды
- Туганаев В. В., Ворончихин А. С. [Рецензия] Что такое «Иднакар» // Удм. правда. 1988. 2 июля.
- Зеленеев Ю. А. [Рецензия] Иванова М. Г. Истоки удмуртского народа. Ижевск: Удмуртия, 1994. 192 с. // Финно-угроведение. 1995, № 3-4. С. 182—195.
- Завьялов В. И. [Рецензия] Финно-угорская археология: итоги и перспективы / Финно-угры Поволжья и Приуралья в средние века. Ижевск: УИИЯЛ УрО РАН, 1999. 385 с. // Вестник РГНФ. 2001. № 1. С. 257—262.
- Никитина Г. А. [Рецензия] Иванова М. Г., Куликов К. И. Древнее искусство Удмуртии: Фотоальбом. Ижевск, 2000 // Финно-угроведение. 2001. № 2. С. 140—144.
- Смирнов К. А. [Рецензия] Древнее искусство Удмуртии. Альбом. Научно-популярное издание. Иванова М. Г., Куликов К. И. Ижевск, 2000. 216 с. Тираж 2000 экз. // Российская археология. 2002. № 2. С. 177—178.
- Смирнов К. А. [Рецензия] Финно-угры Поволжья и Приуралья в средние века / Отв. ред. М. Г. Иванова. Ижевск, 1999. 388 с. // Финно-угроведение, 2000, № 2. С. 120 −132
- Смирнов К. А. [Рецензия] Иванова М. Г. Иднакар: Древнеудмуртское городище IX—XIII вв. Ижевск: Удм. ИИЯЛ УрО РАН, Историко-культурный музей-заповедник «Иднакар», 1998. 294 с. // Российская археология. 2001. № 1. С. 152—154.
- Мельникова О. М. [Рецензия] // Наука Удмуртии. 2005. № 2. С. 194—200. Рец. на кн.: Археология и компьютерные технологии: представление и анализ археологических материалов / Отв. ред. и сост. М. Г. Иванова, И. В. Журбин. Ижевск, 2005. 136 с. + цв. вкл. + CD-ROM.
- Мельникова О. М. [Рецензия] // Finno-Ugrica. 2005—2006. № 9. С. 150—155. Рец. на кн.: Археология и компьютерные технологии: представление и анализ археологических материалов / Отв. ред. и сост. М. Г. Иванова, И. В. Журбин. Ижевск, 2005. 136 с. + цв. вкл. + CD-ROM.

## Награды
- Заслуженный деятель науки Удмуртской Республики (1994);
- Лауреат Государственной премии Удмуртской Республики (2007);
- Лауреат Премии Правительства Российской Федерации в области культуры (2011);
- Лауреат Национальной премии в области охраны археологического наследия России «Достояние поколений».